# 제레미 마티외
제레미 마티외(프랑스어: Jérémy Mathieu, 1983년 10월 29일 ~)는 프랑스의 전 축구 선수로, 포지션은 센터백이다. 왼쪽 풀백으로도 뛸 수 있다.

## 경력

### FC 소쇼
제레미 마티외는 프랑셰-콩트 지역의 최대 클럽인 FC 소쇼 몽벨리아르에서 축구를 시작하였다. 2002-03 시즌, 그는 리그 1 데뷔전을 CS 스당 아르덴를 상대로 막판 교체되어 치렀다. 그는 18세의 나이에도 불구하고, 그는 주전 자리를 빠르게 꿰차며 스타드 렌을 상대로한 3번째 경기에서 첫골을 넣었고, 팀은 2-2 무승부를 거두었다. 그는 23경기에 출장하여 파리 생제르맹전 1-1 동점골을 포함하여 4골을 기록하였으며, FC 낭트를 상대로 2골을 기록하였고, 르아브르 AC를 상대로도 골을 기록하였다. 그는 좋은 팀워크쉽을 발휘함과 동시에 클럽의 주축 선수로 맹활약하며 팀은 리그를 5위로 마감하고 UEFA 컵 진출권을 획득하였다.
이어지는 두 시즌간, 제레미는 63경기에 출장하여 6골을 기록하였다. 그는 유럽대항전에서도 우수한 모습을 보이며, 14경기에 출장하여 6골을 기록하였다. 그는 2004년 프랑스 리그 컵 우승을 도왔다. 그의 소쇼에서의 훌륭한 활약은 이탈리아의 유벤투스 FC, 잉글랜드의 뉴캐슬 유나이티드 FC, 에버턴 FC, 그리고 사우샘프턴 FC의 이적 제의를 받았다.

### 툴루즈 이적
그는 1년의 계약기간을 남겨놓고 타 클럽으로 이적을 요청하였으며, 소쇼는 이 요청을 수락하였다. 결국, 그는 툴루즈 FC와 4년 계약을 맺었다. 그는 툴루즈 데뷔전을 친정팀 FC 소쇼를 상대로 치렀고, 경기는 1-0 승리로 끝났다. 그는 계속해서 기복없는 플레이를 선보이며 36경기에 출장하여 AC 아작시오와 트루아 AC를 상대로 골을 기록하였다. 다음 시즌, 그는 32경기에 출장하였고 다시 2골을 기록하여 툴루즈의 UEFA 챔피언스리그 예선전 진출에 공헌하였다. 하지만, 툴루즈는 2007-08 시즌에 그의 발뼈 골절 부상으로인한 시즌 전반기 결장에 따라 끔찍한 시즌을 보냈으며, 강등권 근처에서 시즌을 마감하였다. 이는 마티외의 이 피레네 지역 클럽의 미래에 대해 숙고하게 하였다.

### 이적 논란과 성공
그는 이탈리아의 AS 로마를 비롯한 클럽의 제안을 받았지만, 툴루즈는 마티외에 대한 지불을 거부하였고, 잔류시켰다. 마티외는 재계약을 하지 않았고, 그는 2009년 여름에 보스만 룰에 따라 이적할 수 있게 되었다. 결국, 툴루즈와 마티외는 €4.5M의 지롱댕 드 보르도의 제안을 거부한 뒤, 잔류할 것임을 합의하였다.
그는 이적 협상 와중에도, 경기 내에서 평정심을 잃지 않았다. 2008-09 시즌, 그는 31경기 출장을 하여 팀의 성공적인 시즌을 보내는데 공헌함과 동시에 쿠프 드 프랑스에서도 4강에서 EA 갱강에게 패하기 전까지 선전하였다.

### 발렌시아 CF
2009년 6월 10일, 제레미는 우나이 에메리 발렌시아 CF 감독의 2009년 여름의 첫 번째 영입임을 발표하였고, 3년 계약을 체결하였다. 2009년 7월 1일부터 계약이 유효해졌다. 그는 2-0으로 승리한 세비야 FC전에서 데뷔경기를 치렀다.

### FC 바르셀로나
2014년 7월 23일, FC 바르셀로나로 이적 하였다.

### 스포르팅 CP
2017년 7월 7일, 스포르팅 CP로 이적 하였다. 그리고 2020년에 계약이 종료되었고 그대로 은퇴하였다.

## 국가대표팀
제레미는 U-15때부터 프랑스 축구 국가대표팀에 차출되었다. 그는 2006년 UEFA U-21 챔피언쉽의 예선에 참여한 선수였지만, 본선에 차출되지는 못하였다. 그는 슬로바키아전을 위해 처음으로 시니어 대표팀에 차출되었다. 하지만, 그가 참여한 경기는 B팀과의 친선전으로, 프랑스 A팀이 슬로바키아 B팀과 경기하였다.
2011년 11월, 그는 미국과의 프랑스 A팀 친선경기에서 풀타임을 소화하였다.